# David Filo
David Robert Filo (Madison, 20 aprile 1966) è un imprenditore e informatico statunitense, cofondatore, con Jerry Yang, del portale web Yahoo! .

## Biografia
All'età di 6 anni si trasferì a Moss Bluff, un sobborgo di Lake Charles in Louisiana. Si diplomò al Sam Houston High School e in seguito ottenne la laurea e il master in ingegneria  all'Università di Stanford.